# Cornelia Meigs
Pour les articles homonymes, voir Meigs.
Cornelia Lynde Meigs (1884-1973) est une écrivaine américaine de fiction et de biographie pour enfants, professeur d'anglais et d'écriture, historienne et critique de littérature enfantine. Elle a remporté la médaille Newbery pour sa biographie de Louisa May Alcott de 1933, intitulée Invincible Louisa. Elle a également écrit trois livres cités au Newbery Honor.

## Biographie
Cornelia Meigs est née le 6 décembre 1884 de la cinquième des six filles de l'ingénieur civil Montgomery C. Meigs, Jr. et de Grace Lynde Meigs à Rock Island, Illinois. La famille déménage à Keokuk, dans l'Iowa, alors qu'elle est âgée d'un mois. Après avoir obtenu son diplôme au Keokuk High School en 1901, elle étudie au Collège Bryn Mawr, où elle obtient un diplôme A.B. en 1907.
Meigs commence à écrire des livres pour enfants alors qu'elle est professeur d'anglais à l'école St. Katherine de Davenport, Iowa. Son premier livre, The Kingdom of the Winding Road, a été publié par Macmillan US en 1915. En 1922, elle est finaliste pour la première médaille Newbery décernée par des bibliothécaires professionnels, reconnaissant la « contribution la plus distinguée de l'année précédente à la littérature enfantine américaine ». Les membres de l'American Library Association ont été invités à nommer un livre et The Windy Hill (en) de Meigs est le dernier des six à avoir reçu au moins deux votes et à être retenu comme finalistes. Elle est de nouveau finaliste en 1929 (Clearing Weather (en)) et en 1933 (Swift Rivers (en)). Les œuvres finalistes s'appellent désormais Newbery Honor Books, de sorte que les éditions suivantes sont autorisées à afficher un sceau d'argent sur la couverture.
Meigs a remporté un prix Little, Brown and Co. avec The Trade Wind. Les éditions Little, Brown ont publié ce livre en 1927 et par la suite plusieurs de ses œuvres, y compris les biographies pour enfants de Louisa May Alcott et Jane Addams. Meigs est surtout connue pour sa biographie d'Alcott, Invincible Louisa: The Story of the Author of "Little Women", qui a remporté la médaille Newbery en 1934. Il suit Alcott depuis son enfance en Pennsylvanie et à Boston alors qu'elle écrit son roman Les Quatre Filles du docteur March. Kirkus Reviews a qualifié Meigs de « l'un des auteurs de fiction pour garçons et filles les plus appréciés », a observé que Les Quatre Filles du docteur March est « pratiquement autobiographique » et a recommandé que les livres soient associés.
En 1932, Meigs devient professeur de littérature anglaise à Bryn Mawr où elle resta jusqu'à sa retraite en 1950. Pendant la Seconde Guerre mondiale, elle prend un congés de trois ans et travaille pour le Département de la guerre. Après avoir quitté Bryn Mawr, Meigs enseigne l'écriture à la New School of Social Research à New York. Elle a été la rédactrice en chef et l'une des rédactrices de A Critical History of Children's Literature, publié par Macmillan en 1953, qui a été qualifié de « point de repère dans le domaine de la littérature pour enfants ». Il a été révisé sous la direction de Meigs et réédité en 1969. Au cours de sa vie, Meigs a écrit plus de 30 livres de fiction pour enfants, ainsi que deux pièces de théâtre, deux biographies et plusieurs livres et articles pour adultes.
Meigs vivait à Sion Hill, à Havre de Grace dans le Maryland et à Brandon, Vermont. Elle meurt à Havre de Grace, le 10 septembre 1973. La plupart de ses articles se trouvent à la Bibliothèque des collections spéciales du Dartmouth College. D'autres sont dans la collection de Grummond à l'université du Sud du Mississippi à Hattiesburg et à l'université de l'Iowa à Iowa City.

## Récompenses
- 1915 : Drama League prize pour The Steadfast Princess
- 1922 : Newbery Honor pour Windy Hill
- 1928 : Newbery Honor pour Clearing Weather
- 1933 : Newbery Honor pour Swift Rivers
- 1927 : Beacon Hill Bookshelf Prize pour The Trade Wind
- 1934 : Médaille Newbery pour Invincible Louisa
- 1963 : Lewis Carroll Shelf Award pour Invincible Louisa

## Œuvres (sélection)

### Fiction pour enfants
- (en) The Kingdom of the Winding Road, The Macmillan Company, 1915
- (en) Master Simon's Garden, Macmillan, 1916
- (en) The Pool of Stars, Macmillan, 1919
- (en) The Windy Hill, Macmillan, 1921
- (en) The Trade Wind, Little, Brown & Co., 1927
- (en) The Wonderful Locomotive, Macmillan, 1928
- (en) Clearing Weather, Little Brown, 1928
- (en) The Crooked Apple Tree, Little Brown, 1929
- (en) Swift Rivers, Macmillan, 1934
- (en) The Covered Bridge, Macmillan, 1936
- (en) Young Americans, Ginn & Co., 1936
- (en) The Scarlet Oak, Macmillan, 1938
- (en) Call of the Mountain, Little Brown, 1940
- (en) The Two Arrows, Macmillan, 1949
- (en) The Dutch Colt, Macmillan, 1952
- (en) Wild Geese Flying, Macmillan, 1957
- (en) Mystery at the Red House, Macmillan, 1961

### Fiction sous le nom d'Adair Aldon
- (en) The Island of Appledore, Macmillan, 1917
- (en) The Pirate of Jasper Peak, Macmillan, 1918
- (en) At the Sign of the Two Heroes, The Century Company, 1920
- (en) The Hill of Adventure, Century, 1922

### Pièces de théâtre
- (en) The Steadfast Princess, Macmillan, 1916
- (en) Helga and the White Peacock, Macmillan, 1922

### Biographies
- (en) Invincible Louisa : The Story of the Author of "Little Women", Little Brown, 1933
- (en) Jane Adams: Pioneer for Social Justice: A Biography, Little Brown, 1970

### Pour adultes
- (en) Railroad West, Little Brown, 1937roman
- (en) The Violent Men: A Study of Human Relations in the First American Congress, Macmillan, 1949
- (en) A Critical History of Children's Literature: A Survey of Children's Books in English from Earliest Times to the Present, Prepared in Four Parts Under the Editorship of Cornelia Meigs, Macmillan, 1953, 624 p.Écrit avec Anne Thaxter Eaton, Elizabeth Nesbit et Ruth Hill Viguers.
- (en) What Makes a College? A History of Bryn Mawr, Macmillan, 1956